# Petrustitan

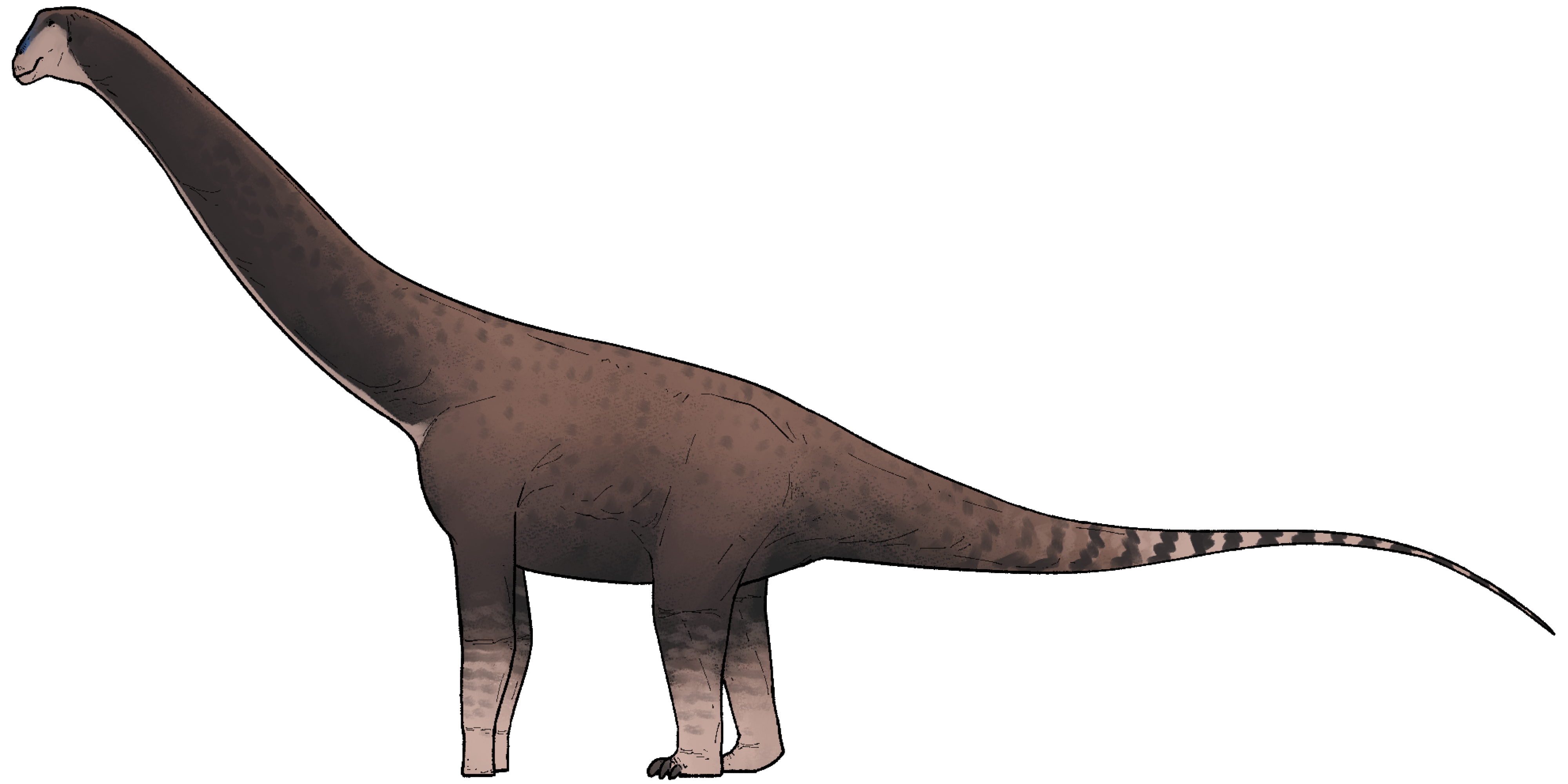
Petrustitan hungaricus

Petrustitan is een geslacht van plantenetende sauropode dinosauriërs, behorende tot de Titanosauriformes, d tijdens het late Krijt leefde in het gebied van het huidige Roemenië. De enige benoemde soort is Petrustitan hungaricus.

## Vondst en naamgeving
Begin twintigste eeuw voerde de Hongaarse baron Ferenc Nopcsa opgravingen uit in de vallei van de Sibişel. De precieze locatie is onbekend. Daarbij vond hij beenderen van sauropoden die hij in 1904 en 1905 meldde, maar niet beschreef, in de wetenschappelijke literatuur. Hij meende dat er drie soorten van aanwezig waren die hij echter niet benoemde. In 1906 verkocht Nopcsa deze sauropode beenderen aan het  British Museum te Londen. In 1915 benoemde Nopsca een deel van het sauropode materiaal uit Roemenië, dat veel uitgebreider was dan de in 1906 verkochte stukken, als de soort Titanosaurus dacus. In 1923 besteedde Nopcsa weer aandacht aan de anatomie van T. dacus waarbij hij de theorie van dwergvorming op eilanden verder ontwikkelde. Naar aanleiding daarvan werden de botten in Londen rond 1923 bestudeerd door Friedrich von Huene. Nopcsa schreef in 1926 en 1927 aan Von Huene dat hij van plan was een reeks monografieën te publiceren, Dinosaurierreste aus Siebenbürgen, mede over de sauropoden. Daar zou het echter niet meer van komen: Nopcsa pleegde in 1933 zelfmoord.
Intussen was Von Huene een enorm standaardwerk over de Saurischia aan het voorbereiden. Nopcsa had hem daarvoor ook een selectie sauropode beenderen toegezonden. In 1932 hernoemde Von Huene T. dacus tot een nieuw geslacht, als een Magyarosaurus dacus. Hij volgde ook Nopcsa in diens oordeel dat er meer soorten waren en benoemde een Magyarosaurus transsylvanicus en een Magyarosaurus hungaricus. Die laatste soortaanduiding verwijst naar Hongarije, ondanks dat de vondstgebieden van Oostenrijk-Hongarije naar Roemenië waren overgegaan. In 1970 hernoemde Steel de soort naar Titanosaurus hungaricus. Meestal werd er echter van uitgegaan dat M. hungaricus identiek was aan Magyarosaurus dacus. Na 2020 bleek uit nieuwe vondsten, veel nauwgezetter onderzoek en analyses dat er wel degelijk drie soorten te onderscheiden waren, zij het met een andere groepering van de fossielen dan Nopcsa of Von Huene gedacht hadden, en dat die ook niet nauw aan elkaar verwant waren. Een soort werd benoemd als het geslacht Uriash, een tweede werd een hernoeming van M. hungaricus.

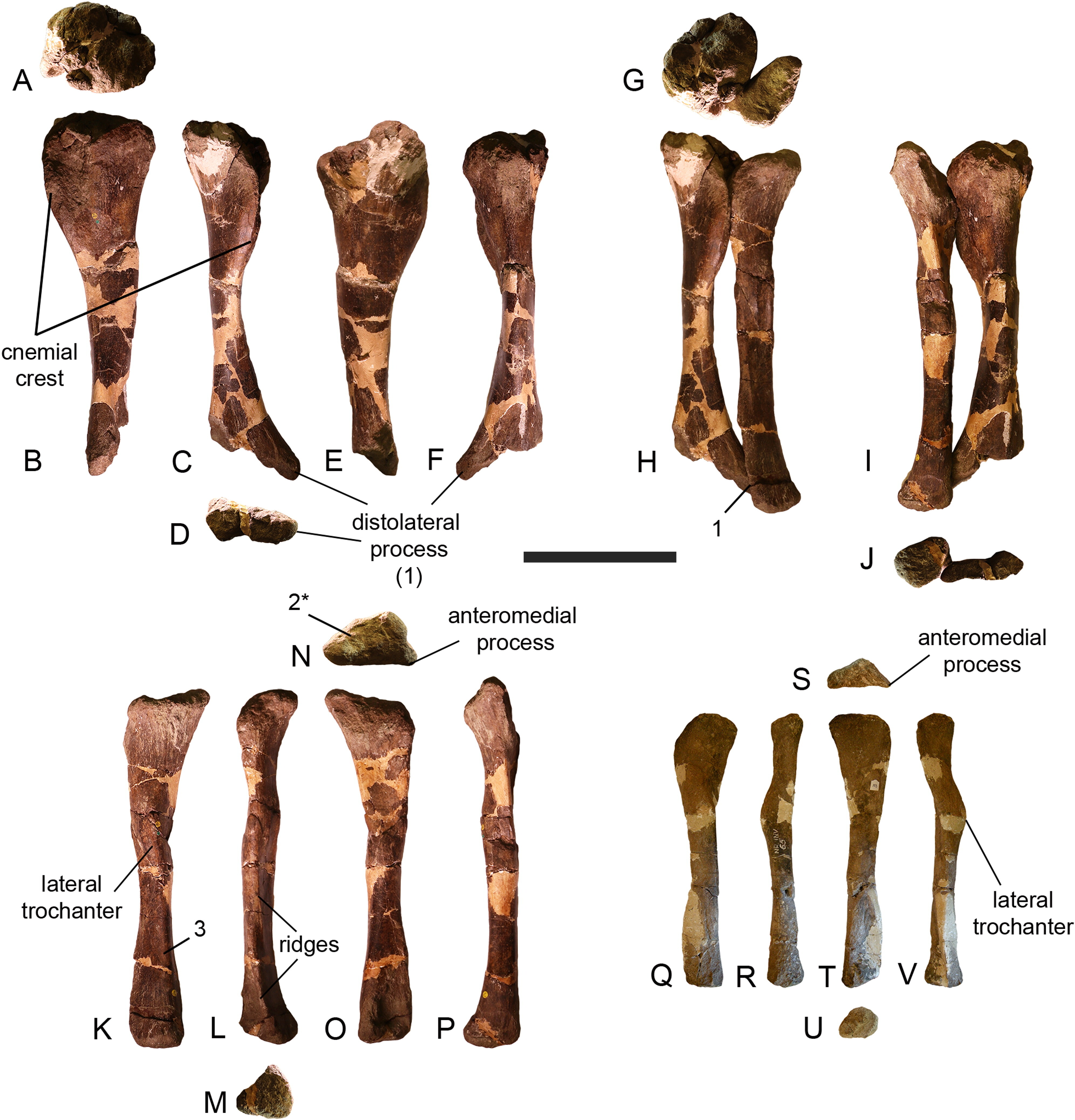
Het lectotype en paralectotype in verschillende aanzichten

In 2025 werd het nieuwe geslacht Petrustitan benoemd en beschreven door Verónica Díez Díaz, Philip David Mannion, Zoltán Csiki-Sava en Paul Upchurch. De geslachtsnaam is afgeleid van het Grieks πέτρα, petra, "rots", en Τιτάν, "Titaan". Dit verwijst naar de vindplaats Sânpetru, "Sint-Pieter". De typesoort is Magyarosaurus hungaricus, de combinatio nova is Petrustitan hungaricus.
Von Huene gaf geen holotype aan. Hij verwees echter wel een heleboel materiaal naar de soort, uit allerlei vindplaatsen, waarbij het criterium was of de fossielen robuuster waren. Magyarosaurus dacus was namelijk een miniatuurvorm waarvan sommige exemplaren ware dwergsauropoden vertegenwoordigden, niet meer dan twee meter lang. Fossielen die groter waren, plaatste hij in M. hungaricus. Die stukken kunnen beschouwd worden als de syntypen van die soort. Maar twee ervan waren onder een inventarisnummer in een collectie opgenomen, twee van de botten die in 1906 aan het British Museum waren verkocht.
In 2025 werd geconcludeerd dat beide botten van één dier afkomstig waren, Individu B. Een linkerscheenbeen, specimen NHMUK R.3853, werd gekozen als lectotype. Een linkerkuitbeen werd gekozen als paralectotype. Het bevindt zich in de collectie van het huidige Natural History Museum onder hetzelfde inventarisnummer als het lectotype, welk nummer Von Huene overigens wat althans het scheenbeen betrof incorrect aangaf als Brit. Mus. N. H. No. 3833. De fossielen stammen vermoedelijk uit de Sînpetruformatie die dateert uit het Maastrichtien, wellicht zeventig miljoen jaar oud, hoewel dat onzeker is gezien de onmogelijkheid te bepalen waar Individu B precies gevonden is.
De talrijke specimina die Von Huene bij M. hungaricus onderbracht zijn in 2025 niet toegewezen omdat een verband met het lectotype niet aan te tonen viel. Dat was anders bij een skelet dat tussen 1979 en 1982 in de kloof van de Râpa Mocioconilor in de vallei van de Sibişel opgegraven werd door een team van het Muzeul Civilizaţiei Dacice şi Romane, Deva. Een spaakbeen en een ellepijp, de specimina MCDRD 149 en MCDRD 150, werden in 1979 ontdekt en eerst fout toegewezen aan Rhabdodon priscum. In 1980 werden zes staartwervels ontdekt die later de inventarisnummers MCDRD 255, 266, 267, 268 en 269 kregen. Een ervan is tegenwoordig zoek, vier lagen in een reeks. Deze werden indertijd toegewezen aan Titanosaurus dacus omdat men in Roemenië een afkeer had van de naam Magyarosaurus, de "Hongaarse sauriër". In 2025 werden een middenhandsbeen, een darmbeen en een kuitbeen aan het skelet toegewezen dat de aanduiding "Individu G" kreeg. Het werd op zijn beurt toegewezen aan Petrustitan hungaricus.

## Beschrijving
Petrustitan werd zo'n zesde tot vijfde langer dan de grootste exemplaren van Magyarosaurus dacus. Zelfs dan zou hij niet langer zijn dan 3,2 meter bij een gewicht van een tot anderhalve ton. Ook Petrustitan was dus een dwergvorm. Er is wel gesuggereerd dat het om juvenielen gaat omdat sommige exemplaren veel groter zijn. Die hypothese werd in 2025 echter verworpen en de grote dieren, ruim driemaal langer, benoemd als het aparte geslacht Uriash.
De beschrijvers stelden drie onderscheidende kenmerken vast. Het zijn autapomorfieën, unieke afgeleide eigenschappen. Het scheenbeen wordt uitgerekt tot een slanke tak aan de buitenste onderkant die in een kom steekt aan de binnenste onderzijde van het kuitbeen. Het onderste uiteinde van het kuitbeen heeft een min of meer driehoekig profiel. Het kuitbeen heeft een extra richel op de buitenzijde, welke richel schuin naar beneden en achteren gericht is en zich van het midden van de schacht uitstrekt tot een punt boven een kwart van de schachtlengte boven de onderzijde.

## Fylogenie
Petrustitan is een lid van de Eutitanosauria in een vrij basale positie. Zijn kenmerken werden ingevoerd in twee gegevensverzamelingen. In de eerste viel hij uit in een klade met Narambuenatitan en Pitekunsaurus die weer een grotere clade vormt met Antarctosaurus, Argyrosaurus, Jainosaurus en Vahiny. In de tweede stond hij nog basaler, als zustersoort van Patagotitan. In geen van beide posities was hij nauw verwant aan Magyarosaurus.